# Marjorie Lyles
Marjorie A. Lyles (1949) is een Amerikaanse bedrijfskundige en hoogleraar in internationaal strategisch management aan Indiana University. 
Lyles behaalde een bachelor aan de Carnegie-Mellon Universiteit in 1969, een master in informatiesystemen in 1971 aan de University of Pittsburgh. Ze promoveerde in de bedrijfswetenschappen ook in Pittsburg in 1977. 
Het werk van Lyles gaat vooral over het versterken van internationale competitiekrachten van bedrijven, middels onderwerpen als mondiale strategieën, lerende organisaties, technologische innovatie, planningsystemen en samenwerking. Samen met Marlene Fiol schreef ze in 1985 het boek Organizational Learning.
Ze was een consultant voor onder meer USAID, USIS en de Wereldbank.
- Bibsys: 3081224
- Gemeinsame Normdatei: 170098273
- International Standard Name Identifier: 0000 0000 2941 032X
- Library of Congress Control Number: n91071824
- Nationale Bibliotheek van Tsjechië: mub20221140434
- Nationale Bibliotheek van Israël: 987007437674605171
- Nederlandse Thesaurus van Auteursnamen: 251136817
- Système universitaire de documentation: 07750304X
- Virtual International Authority File: 58258730
- WorldCat: E39PBJxrRRrdBBwrqKJb6dX8G3